# Ford Fiesta R5
El Ford Fiesta R5 es un vehículo de competición basado en el Ford Fiesta con homologación R5 y construido por la empresa británica M-Sport con colaboración con Ford para su uso en competiciones de rally. Fue el primer vehículo en obtener la homologación en dicha categoría y es la sexta versión para rally del Ford Fiesta.
Cuenta con motor 1.6 cc de cuatro cilindros y 16 válvulas, tracción a las cuatro ruedas, caja de cambios secuencial de cinco relaciones, con una brida de 32 mm construido sobre la base de la sexta generación (lanzado al mercado en 2008) del Ford Fiesta ST de calle, específicamente sobre la reestilización sufrida en 2013. 
Aunque inicialmente se contaba que estuviese homologado el 1 de enero de 2013 y listo para competir a partir del mes de abril, no se presentó hasta el mes de junio y no obtuvo la homologación hasta el 1 de julio del mismo año y posteriormente debutó en el Rally Bohemia con el checo Jan Sýkora como piloto donde abandonó por accidente. El precio base del R5 es de 216.000 €, mucho más barato que un WRC o un RRC. Tan solo meses después de su homologación M-Sport desarrolló una segunda evolución llamada Ford Fiesta R5+, que cuenta con un alerón más grande un turbo nuevo y otras mejoras.
Con apenas un año de existencia M-Sport construyó las primeras cincuenta unidades del Fiesta R5 y se convirtió en uno de los modelos más empleados en distintas competiciones como el WRC 2.

## Historia
Fue presentado en el Rally de Ypres de 2013 donde tomó parte dentro de la caravana de seguridad, sin competir, junto al Peugeot 208 R5 de Kris Meeke y conducido por Thierry Neuville que participaron en la prueba a modo de presentación. Debutó en el Rally Bohemia del mismo año con el checho Jan Sýkora como piloto que abandonó por accidente, aunque antes de ello logró el primer scratch para el Fiesta R5.
El primer podio del Fiesta R5 lo obtuvo el estonio Karl Kruuda en el Rally de Estonia de 2013 (4. auto24 Rally Estonia 2013) donde logró la segunda posición.
Debutó en el Campeonato del Mundo de Rally en el Rally de Finlandia de 2013 con cuatro pilotos diferentes: Karl Kruuda, Robert Barrable, Elfyn Evans y Jari Ketomaa. El mejor de todos fue Ketomaa que consiguió terminar la prueba en la séptima plaza y además logró la victoria en la categoría WRC 2.
En noviembre de 2013 la segunda evolución del Fiesta R5 debutó en una prueba de Gran Bretaña, el Coppermines Grizedale Stages Rally, con Matthew Wilson al volante, quien logró la victoria. En marzo de 2014 el piloto italiano Giandomenico Basso venció en la primera prueba el campeonato de Italia, Rally del Ciocco, con una versión del Fiesta R5 propulsado a gas (GLP).
En 2019 M-Sport desarrolló una nueva versión del Fiesta R5, conocido en algunos ámbitos como Ford Fiesta MK8 R5 y que debutará en el Rally de Ypres con el francés Eric Camilli al volante.

## Palmarés

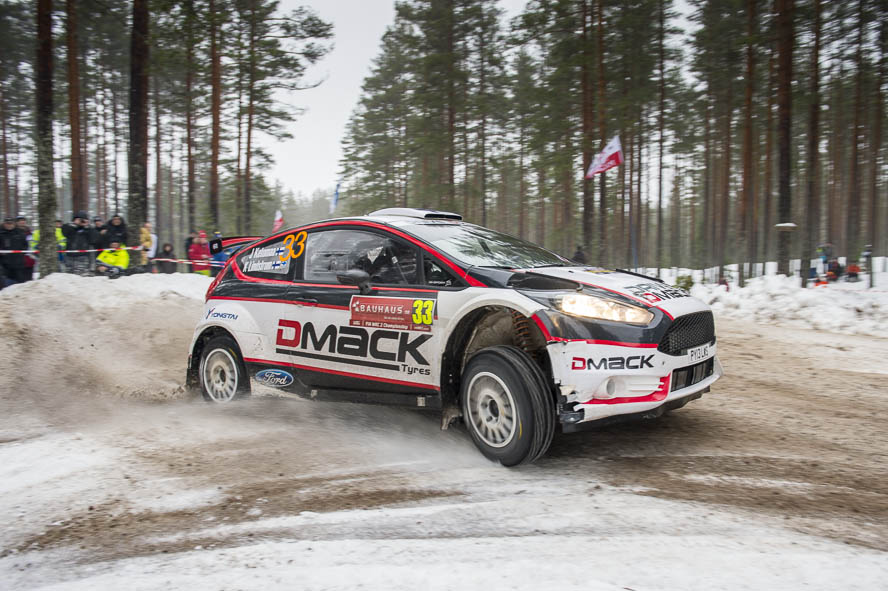
El Ford Fiesta R5 es uno de los vehículos más usados en el WRC 2. En la imagen Jari Ketomaa durante el Rally de Suecia de 2014 donde fue segundo en dicha categoría.

### Títulos
| Piloto              | Campeonato   | Años       |
| ------------------- | ------------ | ---------- |
| Diego Domínguez     | Codasur      | 2014, 2015 |
| Nasser Al-Attiyah   | MERC         | 2017, 2018 |
| Giandomenico Basso  | Italia       | 2016       |
| Miguel Ángel Fuster | España       | 2018       |
| Miklós Kazár        | Hungría      | 2014       |
| Sam Moffett         | Irlanda      | 2017       |
| Josh Moffett        | Irlanda      | 2018       |
| Wojciech Chuchała   | Polonia      | 2014       |
| Łukasz Habaj        | Polonia      | 2015       |
| Simone Tempestini   | Rumania      | 2015, 2016 |
| Bogdan Marișca      | Rumania      | 2017       |
| Euan Thorburn       | Escocia      | 2017       |
| Euan Thorburn       | Escocia      | 2017       |
| Elfyn Evans         | Gran Bretaña | 2016       |
| Keith Cronin        | Gran Bretaña | 2017       |
| Matt Edwards        | Gran Bretaña | 2018       |

### Victorias en el Campeonato de Europa de Rally
| N.º | Año  | Rally                               | Piloto               | Copiloto        | Notas  |
| --- | ---- | ----------------------------------- | -------------------- | --------------- | ------ |
| 1   | 2013 | 70. Rajd Polski                     | Kajetan Kajetanowicz | Jarosław Baran  | [ 13 ] |
| 2   | 2014 | 5.auto24 Rally Estonia              | Ott Tänak            | Raigo Mõlder    | [ 14 ] |
| 3   | 2015 | 32. Internationale Jänner Rallye    | Kajetan Kajetanowicz | Jarosław Baran  | [ 15 ] |
| 4   | 2015 | 44.º Cyprus Rally                   | Kajetan Kajetanowicz | Jaroslaw Baran  |        |
| 5   | 2015 | 61.er Acropolis Rally               | Kajetan Kajetanowicz | Jaroslaw Baran  |        |
| 6   | 2015 | 56.º Rallye International du Valais | Alexey Lukyanuk      | Alexey Arnautov |        |
| 7   | 2016 | 40.º Rally Islas Canarias           | Alexey Lukyanuk      | Alexey Arnautov |        |
| 8   | 2016 | 51.er Rallye Açores                 | Ricardo Moura        | António Costa   |        |
| 9   | 2016 | 2016 Rally Rzeszow                  | Kajetan Kajetanowicz | Jaroslaw Baran  |        |
| 10  | 2016 | 45.º Cyprus Rally                   | Alexey Lukyanuk      | Alexey Arnautov |        |
| 11  | 2017 | 41.er Rally Islas Canarias          | Alexey Lukyanuk      | Alexey Arnautov |        |
| 12  | 2017 | 63.er Acropolis Rally               | Kajetan Kajetanowicz | Jarosław Baran  |        |
| 13  | 2017 | 46.º Cyprus Rally                   | Nasser Al-Attiyah    | Mathieu Barumel |        |
| 14  | 2017 | 2017 Rally Rzeszow                  | Bryan Bouffier       | Xavier Panseri  |        |
| 15  | 2017 | 2017 Rally di Roma Capitale         | Bryan Bouffier       | Xavier Panseri  |        |
| 16  | 2018 | 42.º Rally Islas Canarias           | Alexey Lukyanuk      | Alexey Arnautov |        |
| 17  | 2018 | 53.er Rallye Açores                 | Alexey Lukyanuk      | Alexey Arnautov |        |
| 18  | 2018 | 2018 Rally di Roma Capitale         | Alexey Lukyanuk      | Alexey Arnautov |        |

### Victorias en el WRC 2
| N.º | Año  | Rally                               | Piloto           | Copiloto         | Notas |
| --- | ---- | ----------------------------------- | ---------------- | ---------------- | ----- |
| 1   | 2013 | 63. Neste Oil Rally Finland 2013    | Jari Ketomaa     | Marko Sallinen   |       |
| 2   | 2013 | 69th Wales Rally GB                 | Elfyn Evans      | Daniel Barritt   |       |
| 3   | 2014 | 82ème Rallye Automobile Monte-Carlo | Yuriy Protasov   | Pavlo Cherepin   |       |
| 4   | 2014 | 11º Rally Guanajuato México         | Yuriy Protasov   | Pavlo Cherepin   |       |
| 5   | 2014 | 71. Lotos Rally Poland              | Ott Tänak        | Raigo Mölder     |       |
| 6   | 2014 | 32. ADAC Rallye Deutschland 2014    | Pontus Tidemand  | Ola Floene       |       |
| 7   | 2014 | 5º Rallye de France - Alsace        | Gilbert Quentin  | Renaud Jamoul    |       |
| 8   | 2015 | 63rd Rally Sweden                   | Jari Ketomaa     | Kaj Lindström    |       |
| 9   | 2016 | 2016 Monte Carlo Rally              | Elfyn Evans      | Craig Parry      |       |
| 10  | 2016 | 2016 Rally Sweden                   | Elfyn Evans      | Craig Parry      |       |
| 11  | 2016 | 2016 Tour de Corse                  | Elfyn Evans      | Craig Parry      |       |
| 12  | 2017 | 2017 Rallye Deutschland             | Eric Camilli     | Benjamin Veillas |       |
| 13  | 2017 | 2017 Rally Cataluña                 | Teemu Suninen    | Mikko Markkula   |       |
| 14  | 2017 | 2017 Rally Australia                | Kalle Rovanperä  | Jonne Halttunen  |       |
| 15  | 2018 | 2018 Rally Sweden                   | Takamoto Katsuta | Marko Salminen   |       |
| 16  | 2018 | 2018 Rally Australia                | Alberto Heller   | José Díaz        |       |
| 17  | 2019 | 39.º AXION Rally Argentina          | Pedro Heller     | Marc Martí       |       |
| 18  | 2019 | 1º Copec Rally Chile 2019           | Takamoto Katsuta | Daniel Barritt   |       |

### Victorias en el WRC 2 Pro
| N.º | Año  | Rally                               | Piloto           | Copiloto          | Notas |
| --- | ---- | ----------------------------------- | ---------------- | ----------------- | ----- |
| 1   | 2019 | 87.º. Rallye Automobile Monte-Carlo | Gus Greensmith   | Elliott Edmondson |       |
| 2   | 2019 | 16.º Rally Guanajuato México        | Łukasz Pieniążek | Kamil Heller      |       |
| 3   | 2019 | 62.º CORSICA Linea Tour de Corse    | Łukasz Pieniążek | Kamil Heller      |       |
| 4   | 2019 | 12. Rally Turkey Marmaris           | Gus Greensmith   | Elliott Edmondson |       |